# Ed Ott
Ed Ott (Muncy, Pensilvania; 11 de julio de 1951-Danville, Pensilvania; 3 de marzo de 2024) fue un beisbolista y mánager de béisbol de los Estados Unidos que jugó ocho temporadas con dos equipos en la MLB en la posición de catcher y ganó la Serie Mundial de 1979.

## Carrera
Los Pittsburgh Pirates seleccionaron a Ott en la ronda 23 del draft de 1970 como tercera base. Ott pasaría a jugar en el outfielder cuando jugaba en las ligas menores. En 1971 promedió .292 con los Monroe Pirates y .304 con Salem Pirates en 1972 cuando estaba en ligas menores. Haría su debut con los Pirates el 10 de junio de 1974 con 22 años antes de regresar a las ligas menores.
Los Pirates preguntaron a Ott si quería ser Catcher en 1974 y al inicio se opuso, pero decidió aceptar para lograr llegar al primer equipo. Ott sería el catcher titular en ligas menores para 1975 y el 16 de septiembre de 1975 en el Wrigley Field en Chicago ante los Chicago Cubs regresaría al primer equipo.
Ott sería parte del roster de los Pirates como el tercer catcher en 1976, detrás de Manny Sanguillén y Duffy Dyer. Los Pirates cambiarían a Sanguillén a los Oakland Athletics antes de 1977, y el nuevo mánager de los Pirates Chuck Tanner rotó a Ott en el puesto de titular junto a Dyer. Jugó 104 partidos donde promedió .264.
Conocido por se un jugador duro, Ott había sido luchador antes de jugar béisbol. El 12 de agosto de 1977 ante los New York Mets, Ott se barrió con fuerza en segunda base donde estaba defendiendo Felix Millán con el fin de romper el double play. Millán chocó con Ott y le pegó en el brazo. Ott, quien era luchador cuando estudiaba en Muncy High School, le aplicó a Millan una llave de lucha, donde lo levantó, y lo azotó contra el suelo, lastimando seriamente el hombro de Millan. El incidente terminó con la carrera de beisbolista de Millan.
Ott jugó en 112 partidos con los Pirates en 1978, donde en la temporada el equipo pasó de estar a 11.5 del líder en agosto a pasar a solo 1.5 detrás de los Philadelphia Phillies. Ganó el premio de jugador del mes en septiembre donde promedió .269.
Ott jugó la posición altenándola con Steve Nicosia en 1979, y tuvo sus emjores números ofensivos con .273 de promedio con 7 cuadrangulares, 51 carreras impulsadas y un promedio defensivo de .994, el segundo mejor de la liga solo detrás de Gene Tenace entre los catchers. Liderado por el eventual miembro del Salón de la Fama Willie Stargell, los Pirates de 1979 ganaron la National League Eastern Division, vencieron a los Cincinnati Reds en la serie de campeonato y ganaron la Serie Mundial de 1979 ante los Baltimore Orioles. Ott, quien pasó a ser conocido como un líder en el equipo, estuvo constante en la serie, promediando .333 de bateo con tres carreras impulsadas para ganar la quinta Serie Mundial de los Pirates.
Con el entonces joven catcher Tony Peña para tomar el puesto de titular, los Pirates cambiaron a Ott a los California Angels en abril de 1981 junto a Mickey Mahler por Jason Thompson. Ott tuvo un mal año en 1981, donde su promedio de bateo apenas fue de .217. Ott tuvo una cirugía en el manguito rotador, causando que se perdiera toda la temporada de 1982. Jugó brevemente como primera base con los Angels en las ligas menores en 1983 y 1984 antes de retirarse como jugador con 32 años. En la liga invernal jugó para las Águilas Cibaeñas en República Dominicana.
En sus ocho años de carrera, Ott jugó 567 partidos, conectó 465 hits en 1,792 turnos al bat, para tener un promedio de bateo de .259 con 33 cuadrangulares y 195 carreras impulsadas, y promedio de embase de .311. Tuvo un promedio defensivo de por vida de .983.

## Tras el retiro
Ott pasó a ser entrenador en los Houston Astros, donde tenían como mánager a su excompañero en los Pirates Art Howe, de 1989 a 1993, donde es recordado por su rol en una pelea ante los Cincinnati Reds. En 1991 el relevista de los Reds Rob Dibble inició la pelea cuando le dio un pelotazo en la espalda a Eric Yelding, cuando los Astros iban ganando 4–1. Con una estatura de 1.93 m y un peso de 100 kg, Dibble se veía alto ante Ott, pero Ott le sujetó el cuello a Dibble con tal presión que puso a Dibble azul. Ott después pasaría a ser coach en los Detroit Tigers de 2001 a 2002.
En febrero de 1997 Ott pasó a ser el primer mánager en la historia de los Allentown Ambassadors en la Northeast League y luego en la Northern League de la liga independiente. Ott pasaría a ser mánager de los Sussex Skyhawks en la Canadian-American Association of Professional Baseball en 2010. Al tiempo de su muerte, Ott vivía en Montgomery, Pennsylvania Ott luego sería coach de lanzadores en los New Jersey Jackals de la Canadian-American Association of Professional Baseball.